# 버퍼드

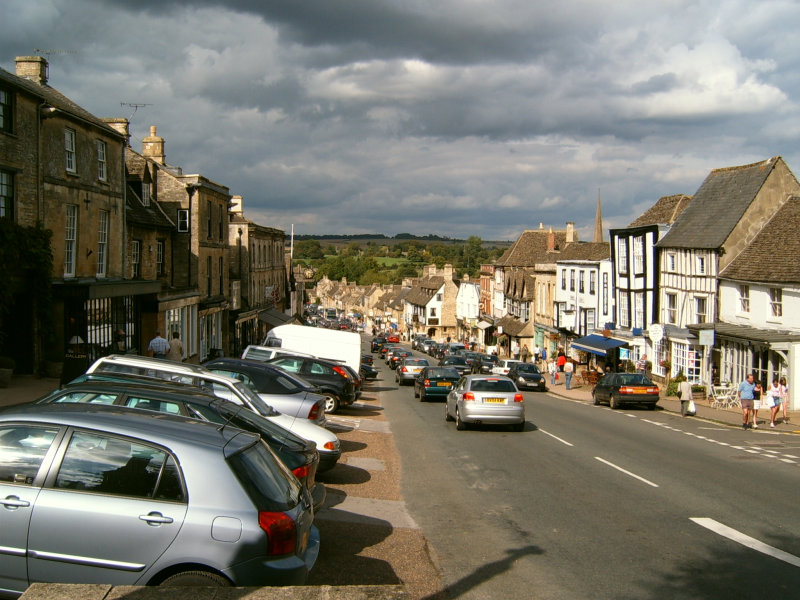

버퍼드(영어: Burford)는 잉글랜드 옥스퍼드셔주의 도시이다.